# Stig Erikson

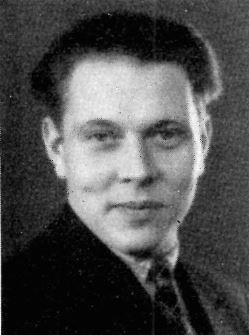
Stig Erikson.

Nils Stig Erik Erikson, född 12 augusti 1905 i Lund, död 20 juni 1962 i Norrköping, var en svensk läkare.
Erikson, som var son till apotekaren Axel Erikson och Elsa Hylén, blev student 1925, medicine kandidat 1928 och medicine licentiat 1935, allt i Lund. Han var assistentläkare vid Lunds lasaretts radiologiska klinik 1933–1934, extra ordinarie amanuens och vikarierande amanuens vid Serafimerlasarettets röntgenavdelning nio månader 1935, extra läkare vid Löwenströmska lasarettet tre månader 1935, amanuens och extra läkare vid Lunds lasaretts röntgendiagnostiska avdelning 1936–1937, extra läkare vid Lunds radiologiska klinik tre månader 1937 och vid dess röntgendiagnostiska avdelning två månader 1937, underläkare vid Falu lasaretts röntgenavdelning 1937–1938, underläkare vid Radiumhemmet 1939–1940, vid Serafimerlasarettets röntgenavdelning 1941–1943, biträdande överläkare vid Malmö allmänna sjukhus röntgenavdelning 1944–1946, lasarettsläkare vid Hudiksvalls lasaretts röntgenavdelning 1946–1956 och lasarettsläkare vid Norrköpings lasaretts röntgenavdelning från 1956. Erikson är gravsatt i Krematorielunden i Norrköping.